# Obsza
Obsza è un comune rurale polacco del distretto di Biłgoraj, nel voivodato di Lublino.
Ricopre una superficie di 113,23 km² e nel 2006 contava 4 375 abitanti.